# Trascendentales del Ser

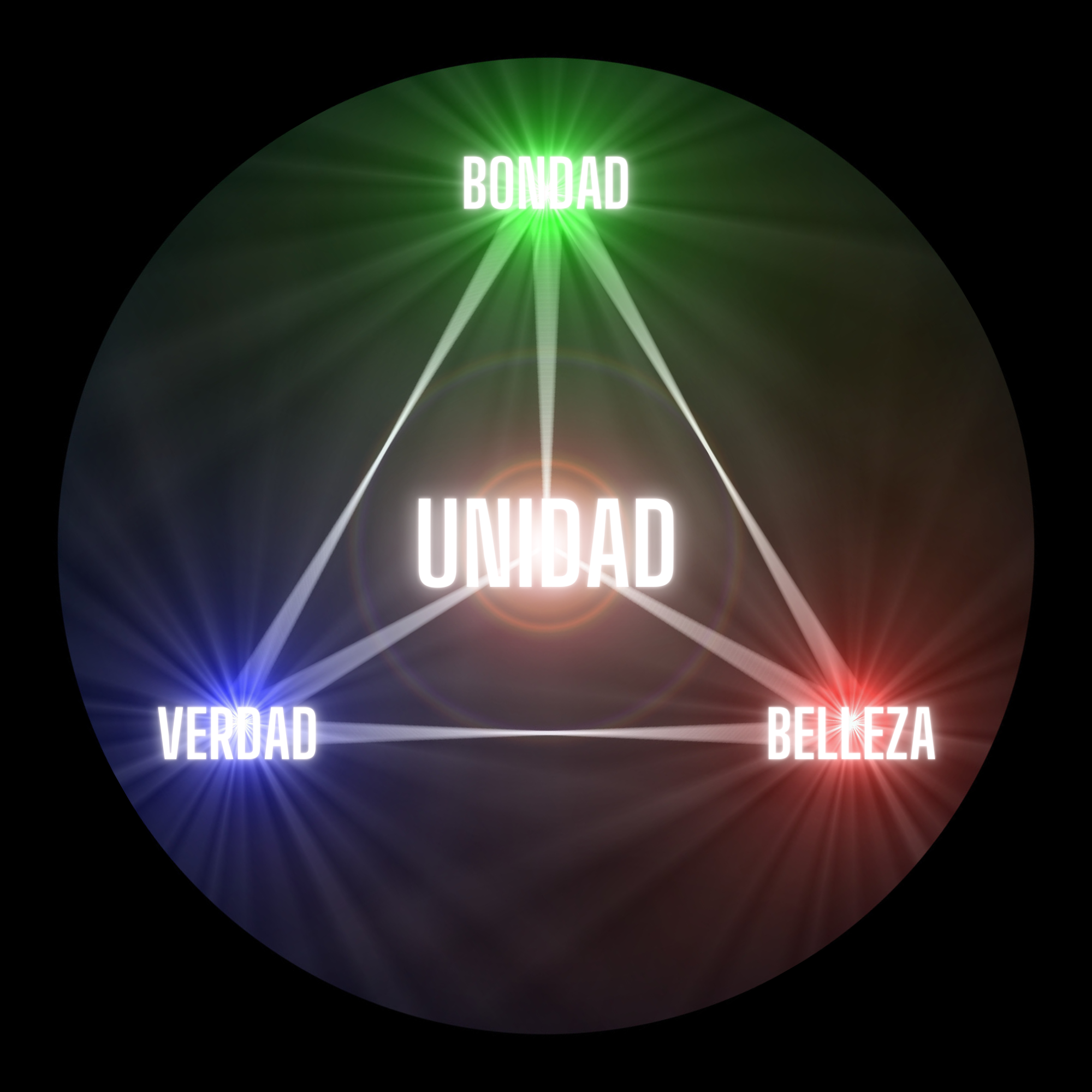
Los Trascendentales del Ser aceptados en el Catecismo de la Iglesia Católica de 1997.

Los trascendentales del ser ( en latín: transcendentalia, de transcendere "superar") son los valores axiológicos del ser, hoy en día comúnmente considerados en el catolicismo como la verdad, la belleza y la bondad además de la unidad de Dios. Desde la época de Alberto Magno en la Alta Edad Media, los trascendentales han sido objeto de la metafísica. 
Vistos ontológicamente, los trascendentales se entienden como lo que es común a todos los seres. Los trascendentales son ontológicamente uno y por lo tanto son convertibles, es decir, donde hay verdad, hay belleza y bondad también, donde hay belleza, hay verdad y bondad, y donde hay bondad, hay belleza y verdad. Desde un punto de vista gnoseológico, son los primeros conceptos, ya que no se puede rastrear lógicamente algo que los preceda.

## Historia
El concepto de los trascendentales del ser surgió como tal en la escolástica medieval pero se pueden trazar sus inicios en Plotino (fundador del Neoplatonismo) quien ya estableció los cuatro trascendentales de Unidad, Verdad, Belleza y Bondad en su retorno al uno, y más borrosamente desde Platón, quien habló de esos valores de forma dispersa. 
Platón sostiene en Parménides que hay tres Ideas trans-genéricas que se sitúan por encima de los cinco géneros supremos (Ser/Ente, Mismidad/Ipseidad, Alteridad, Reposo y Movimiento). Estas Ideas son lo Uno, lo Bello y el Bien, que luego en El banquete precisará como la Belleza (la puerta al Bien), la Verdad (método para alcanzar el Bien) y la Idea suprema de Bien, la forma más elevada de todo, la causa de la verdad y el conocimiento y el principio de la existencia y la belleza.
Más allá de Platón, Safo de Lesbos mencionó que “Lo que es bello es bueno y quien es bueno, también llegará a ser bello”, Parménides se preguntó por primera vez por las propiedades coextensivas del ser y Sócrates, hablado a través de Platón, lo siguió (ver Forma del Bien). 
La teoría de la sustancia de Aristóteles (el ser sustancia pertenece al ser en cuanto ser) ha sido interpretada como una teoría de los trascendentales. Aristóteles habla solo de la unidad ("Uno") explícitamente porque es el único trascendental intrínsecamente relacionado con el ser, mientras que la verdad y la bondad se relacionan con las criaturas racionales.
En la filosofía medieval se partió del retorno al uno de Plotino, para elaborar los trascendentales del ser (transcendentalia) que trascendían cada una de las diez categorías aristotélicas. Alberto el Grande formuló una doctrina de la trascendentalidad del bien. Su discípulo, Santo Tomás de Aquino, postuló cinco trascendentales: res, unum, aliquid, bonum, verum; o "cosa", "uno", "algo", "bueno" y "verdadero". Santo Tomás deriva los cinco explícitamente como trascendentales, aunque en algunos casos Santo Tomás sigue la lista de los trascendentales consistente en el Uno, lo Bueno y lo Verdadero. Felipe el Canciller y Alberto Magno estipularon que había (además del concepto básico del ser mismo (ens)), la unidad (unum), la verdad (verum) y la bondad (bonum) como parte de la familia trascendental. Más tarde Guillermo de Auvernia añadió la belleza (pulchrum) a ellos, formando ser, unidad, verdad, bien y belleza. Finalmente, Guillermo de Auxerre fusionó ser y unidad, quedando: Unidad, Verdad, Belleza y Bondad de nuevo (tal como había enunciado por primera vez Plotino). También se ha tratado de sumar la esencia (res) y la alteridad (aliquid).
El gran sistematizador de la escolástica medieval, Francisco Suárez, sostuvo la existencia de tres trascendentales: la Unidad, la Bondad y la Verdad. Su manual, Disputaciones metafísicas, fue la base de la metafísica universitaria (tanto en universidades católicas como protestantes) hasta el siglo XVIII con la obra de Christian Wolff.
Immanuel Kant en el siglo XVIII desarrolló los trascendentales del ser aún más al afirmar que los trascendentales del ser eran categorías universales aplicables a todos los objetos y situaciones. Kant estableció una trilogía de libros que se corresponden con los trascendentales del ser, “La crítica del juicio” como belleza, “La crítica de la razón práctica” como bien y “La crítica de la razón pura” como verdad, así que se puede decir que parte de su filosofía está basada en los trascendentales del ser.
En la teología cristiana los trascendentales se tratan en relación con la teología propiamente dicha, la doctrina de Dios . Los trascendentales, según la doctrina cristiana, pueden describirse como los últimos deseos del hombre. El hombre se esfuerza en última instancia por la perfección, que toma forma a través del deseo de alcanzar la perfección de los trascendentales. La Iglesia Católica enseña que Dios es verdad, bondad y belleza, tal como lo indica el Catecismo de la Iglesia Católica de 1997.